# Donington, Lincolnshire
Donington är en ort och civil parish i Storbritannien.   Den ligger i grevskapet Lincolnshire och riksdelen England, i den sydöstra delen av landet, 160 km norr om huvudstaden London. Donington ligger 7 meter över havet och antalet invånare är 2 286.
Terrängen runt Donington är mycket platt. Runt Donington är det ganska tätbefolkat, med 96 invånare per kvadratkilometer. Närmaste större samhälle är Spalding, 13,5 km söder om Donington. Trakten runt Donington består till största delen av jordbruksmark.